# Lijst van rijksmonumenten in Buren (gemeente)
De gemeente Buren telt 270 inschrijvingen in het rijksmonumentenregister, hieronder een overzicht. 

## Asch
De plaats Asch telt 8 inschrijvingen in het rijksmonumentenregister. Zie Lijst van rijksmonumenten in Asch voor een overzicht.

## Beusichem
De plaats Beusichem telt 22 inschrijvingen in het rijksmonumentenregister. Zie Lijst van rijksmonumenten in Beusichem voor een overzicht.

## Buren
De plaats Buren telt 103 inschrijvingen in het rijksmonumentenregister. Zie Lijst van rijksmonumenten in Buren (plaats) voor een overzicht.

## Eck en Wiel
De plaats Eck en Wiel telt 6 inschrijvingen in het rijksmonumentenregister.
| Object                             | Oorspronkelijke functie? | Bouwjaar              | Architect | Locatie                      | Coördinaten?                  | Nr.?  | Afbeelding                         |
| ---------------------------------- | ------------------------ | --------------------- | --------- | ---------------------------- | ----------------------------- | ----- | ---------------------------------- |
| Hervormde kerk                     | Gebouw                   |                       |           | Prinses Beatrixstraat 11     | 51° 58' 14" NB, 5° 27' 27" OL | 28303 | Meer afbeeldingen                  |
| Toren der Herv. Kerk               | Kerk en kerkonderdeel    |                       |           | Prinses Beatrixstraat bij 11 | 51° 58' 14" NB, 5° 27' 27" OL | 28304 | Meer afbeeldingen                  |
| Gepleisterde boerderij             | Boerderij                |                       |           | Rijnbandijk 5                | 51° 58' 43" NB, 5° 27' 44" OL | 28305 | Gepleisterde boerderij             |
| Boerderij op T-vormige plattegrond | Boerderij                | 19e eeuw              |           | Rijnbandijk 9                | 51° 58' 48" NB, 5° 27' 29" OL | 28306 | Boerderij op T-vormige plattegrond |
| Veerhuis                           | Transport                | 16e/18e/19 eeew       |           | Veerweg 1                    | 51° 58' 52" NB, 5° 27' 26" OL | 28307 | Meer afbeeldingen                  |
| Huis Vredestein.                   | Woonhuis                 | tweede kwart 19e eeuw |           | Burgemeester Verbrughweg 4   | 51° 58' 6" NB, 5° 27' 16" OL  | 28308 | Meer afbeeldingen                  |

## Erichem
De plaats Erichem telt 10 inschrijvingen in het rijksmonumentenregister. Zie Lijst van rijksmonumenten in Erichem voor een overzicht.

## Ingen
De plaats Ingen telt 4 inschrijvingen in het rijksmonumentenregister.
| Object                                 | Oorspronkelijke functie? | Bouwjaar | Architect | Locatie       | Coördinaten?                  | Nr.?  | Afbeelding                             |
| -------------------------------------- | ------------------------ | -------- | --------- | ------------- | ----------------------------- | ----- | -------------------------------------- |
| Boerderij op het T-vormige plattegrond | Boerderij                | 1849     |           | De Brei 8     | 51° 57' 16" NB, 5° 29' 6" OL  | 25842 | Boerderij op het T-vormige plattegrond |
| Lambertuskerk                          | Kerk en kerkonderdeel    | 15e eeuw |           | Kerkpad 2     | 51° 57' 35" NB, 5° 29' 10" OL | 25843 | Meer afbeeldingen                      |
| Op Hoop Van Beter                      | Korenmolen               | 1893     |           | Kerkpad 7     | 51° 57' 36" NB, 5° 29' 3" OL  | 25844 | Meer afbeeldingen                      |
| Hoeve "De Poel"                        | Boerderij                | 1648     |           | Woudstraat 15 | 51° 57' 29" NB, 5° 29' 34" OL | 25845 | Meer afbeeldingen                      |

## Kerk-Avezaath
De plaats Kerk-Avezaath telt 13 inschrijvingen in het rijksmonumentenregister. Zie Lijst van rijksmonumenten in Kerk-Avezaath voor een overzicht.

## Lienden
De plaats Lienden telt 13 inschrijvingen in het rijksmonumentenregister. Zie Lijst van rijksmonumenten in Lienden voor een overzicht.

## Maurik
De plaats Maurik telt 8 inschrijvingen in het rijksmonumentenregister. Zie Lijst van rijksmonumenten in Maurik voor een overzicht.

## Ommeren
De plaats Ommeren telt 2 inschrijvingen in het rijksmonumentenregister.
| Object                 | Oorspronkelijke functie? | Bouwjaar                       | Architect | Locatie          | Coördinaten?                  | Nr.?  | Afbeelding        |
| ---------------------- | ------------------------ | ------------------------------ | --------- | ---------------- | ----------------------------- | ----- | ----------------- |
| Dorpskerk              | Kerk en kerkonderdeel    | 1964 (rest.) 1698 (preekstoel) |           | Kerkstraat 1     | 51° 56' 54" NB, 5° 29' 35" OL | 25846 | Meer afbeeldingen |
| Toren van de Dorpskerk | Kerk en kerkonderdeel    | middeleeuwen (voet) 1843       |           | Kerkstraat bij 1 | 51° 56' 54" NB, 5° 29' 35" OL | 25847 | Meer afbeeldingen |

## Ravenswaaij
De plaats Ravenswaaij telt 12 inschrijvingen in het rijksmonumentenregister. Zie Lijst van rijksmonumenten in Ravenswaaij voor een overzicht.

## Rijswijk
De plaats Rijswijk telt 24 inschrijvingen in het rijksmonumentenregister. Zie Lijst van rijksmonumenten in Rijswijk (Gelderland) voor een overzicht.

## Zoelen
De plaats Zoelen telt 34 inschrijvingen in het rijksmonumentenregister. Zie Lijst van rijksmonumenten in Zoelen voor een overzicht.

## Zoelmond
De plaats Zoelmond telt 11 inschrijvingen in het rijksmonumentenregister. Zie Lijst van rijksmonumenten in Zoelmond voor een overzicht.
Aalten ·
Apeldoorn ·
Arnhem ·
Barneveld ·
Berg en Dal ·
Berkelland ·
Beuningen ·
Bronckhorst ·
Brummen ·
Buren ·
Culemborg ·
Doesburg ·
Doetinchem ·
Druten ·
Duiven ·
Ede ·
Elburg ·
Epe ·
Ermelo ·
Harderwijk ·
Hattem ·
Heerde ·
Heumen ·
Lingewaard ·
Lochem ·
Maasdriel ·
Montferland ·
Neder-Betuwe ·
Nijkerk ·
Nijmegen ·
Nunspeet ·
Oldebroek ·
Oost Gelre ·
Oude IJsselstreek ·
Overbetuwe ·
Putten ·
Renkum ·
Rheden ·
Rozendaal ·
Scherpenzeel ·
Tiel ·
Voorst ·
Wageningen ·
West Betuwe ·
West Maas en Waal ·
Westervoort ·
Wijchen ·
Winterswijk ·
Zaltbommel ·
Zevenaar ·
Zutphen